# Ранко Томић
Ранко Томић (Горњи Милановац, 19. јун 1970) српски је архитекта, урбаниста, дизајнер, рок музичар, информатички новинар и мултидисциплинарни уметник.

## Биографија
Рођен је у Горњем Милановцу, у архитектонској породици; отац Милета, мајка Радмила и млађи брат Марко су такође архитекти. Ту је завршио основну (Таковски партизански батаљон) и средњу школу (ОЦ Виктор Нешовић), а у Београду је дипломирао на Архитектонском факултету Универзитета у Београду, на смеру за ентеријер, код професора Александра Саше Радојевића, 2000. године, са темом „Музеј фотографије и филма на Цветном тргу у Београду“.
Живео је и радио у Београду од 1989. до 2002, када се са породицом преселио у Горњи Милановац. Ожењен је и има троје деце.
Породица Томић је пореклом из села Ручићи, а презиме носи по претку Томи Корушчићу (сину Милутина Коруге) чији је један од унука био војвода у Другом српском устанку, а брат Милисав Корушчић је присуствовао састанку у Такову, када је подигнут устанак.

## Рад
У младости се активно бавио информатиком, пишући као сарадник за тада најзачајније рачунарске часописе СФРЈ: Рачунаре и Свет компјутера. Главне теме су му биле машинско програмирање за ZX Spectrum, видео игре и Atari ST.
Пред полазак на факултет ради у НИП Дечје Новине као оператер и администратор рачунара, где упознаје Видана Папића и Вељка Тројанчевића и од њих учи прве ствари о дизајну.
Током студија, 1995. приступа београдском дизајнерском студију Арт плус и ту ради све до расформирања студија. Студио је познат по томе што је дизајнирао рок часопис Укус несташних, часопис Монополлист и бројне омоте и плакате за рок групе деведесетих година. Привремено напушта студије и посвећује се дизајнерском и фотографском раду. У овом раздобљу ради и за КСТ, за који дизајнира преко две стотине плаката за разне садржаје и плакате за пет маскенбала КСТ. Током ових година прави неке од најважнијих фотографија из свога опуса, снимајући Соњу Савић, Бјесове и друге рок групе.
Дизајнирао је неколико десетина заштитних знакова, од којих се десетак налази у збиркама Знаковито.
Након одласка из Арт плуса формира студио arteast заједно са Миланом Ристићем Ристом. Ту ради до 1999, када због бомбардовања СРЈ постаје немогуће за фирму да опстане, па се враћа студијама и завршава факултет 2000, а онда се запошљава у Comtrade-у као дизајнер. Након оснивања Can Advertising Agency у оквиру ComTrade Group, ради тамо као дизајнер до 2002.
По повратку у Горњи Милановац ради годину дана као дизајнер за штампарију Графопринт, а затим, 2003, оснива сопствени архитектонски биро, „Архитекти Томић“, у коме ради и данас.
Деведесетих покреће сајт ћирилица.орг Архивирано на веб-сајту  (1. јануар 2019), који убрзо претвара у своју интернет задужбину за развој ћириличног писма; међутим, након неколико година, сматрајући да је много важније средити Србију као државу, сајт добија форму блога. Сајт је 2001. и 2002. године био уврштен у првих 50 домаћих интернет места, по избору часописа Пи-Си Прес. Био је члан организационог одбора научно-стручног скупа „Интернет и ћирилица: Савремен информационе технологије, српски језик, писмо и култура“ 2001, у организацији Вукове задужбине и НБС.
Од 31.10.2014. има статус архитекте-уметника при Асоцијацији српских архитеката.
Од 1987. се бавио рок музиком у групама Пастир Пан, GM Undergrounders (ову другу је основао заједно са братом), Армагедон и Pacers, без претераног успеха.

## Најзначајнија дела

### Архитектура
- Конак манастира Светих Архангела код Призрена
- Црква у Светињи, Јабланица код Горњег Милановца
- Зграда социјалног становања у Рачи
- Спортска сала ОШ Арсеније Лома на Руднику
- Спортска сала ОШ Иво Андрић у Прањанима
- Фабрика воде Crystal Fields у Богданици

### Дизајн
- Укус несташних (сви бројеви)
- Плакати за маскенбал КСТ (пет сезона)
- Омот CD-a Бјесови (коауторски са Зораном Маринковићем, Виданом Папићем и Жарком Вучковићем)[7]
- Омот CD-a Вирус за ДЛМ[7]
- Бројни огласи за
- Визуелни идентитет за ComTrade Fashion Week 2000-2002.
- Бројни заштитни знакови
- Књига графичких стандарда за Галерију подова, заједно са Вељком Тројанчевићем за Триленијум

### Фотографија
- Портрет Соње Савић[8]
- Концертне фотографије Бјесова
- Бројне фотографије на Википедији
- Самостална изложба фотографија „Отворите очи, покушајте да видите“, Срећна галерија СКЦ, Београд

Фотографије Ранка Томића и Александра Шавикина (заједно са фотографијама још неколико аутора) су коришћене у споту за песму Ја не желим да одеш (девојко мала) београдске рок групе Блок аут.

## Награде
- I награда и прво место на средњошколском републичком такмичењу из информатике, 1989.[1] Савезно такмичење није одржано због напете политичке ситуације.
- II награда на студентском конкурсу за дизајн заштитног знака Јутарњег и Београдског програма РТБ, 1990.[1]
- II награда за дизајн заштитног знака и логотипа за Биконекс Инвестмент Фундс, Лондон, 1996.[1]
- Откуп на јавном анонимном анкетном конкурсу за архитектонско-урбанистичко програмско решење Цветног трга у Београду, заједно са Александром Шавикином и Миланом Вучетићем, 2000.[1]
- Посебно признање на 27. Салону архитектуре у Београду, за допринос комплексној реконструкцији значајног простора градитељске баштине и његове афирмације као интегралног дела европског културног наслеђа, у категорији „Градитељско наслеђе”, за пројекат конака манастира Светих Архангела код Призрена, 2005.[9][10][11][12]
- I награда на јавном анонимном конкурсу за идејно решење капије – симбола уласка у Врњачку Бању, 2006.[9]
- Признање на 29. међународном салону урбанизма у Крагујевцу за конкурсни рад уређења и реконструкције трга Кнеза Михаила у Горњем Милановцу, 2020.[13]

## Политичко деловање
Бавио се локалном политиком као члан ЛДП. Био је одборник у СО Горњи Милановац у два сазива скупштине. Иницирао је израду Плана генералне регулације Горњег Милановца, просторног плана општине Горњи Милановац и планова генералне регулације за главна насеља општине, а током свог политичког рада указивао је на бројне пропусте и кршења закона странака на власти. Тражио је да се промени траса ауто-пута Београд-Јужни Јадран, како би се не би угрозила животна средина и туристички потенцијал Такова и Шарана, као и измештање касарни и војних магацина из Горњег Милановца, због безбедности грађана.
Заједно са још неколико суграђана, поднео је иницијативу за оцену уставности одлуке о увођењу самодоприноса у општини Горњи Милановац, на основу које је Уставни суд укинуо ову одлуку својом одлуком IУл-254/2009. Након увођења самодоприноса, општински одбор ЛДП је поднео више од 200 кривичних пријава против виновника. Због овога су челници општине предвођени Дражимиром Марушићем, против њега поднели петнаестак кривичних тужби због увреде части, како би покушали да на њега врше притисак, али су све тужбе одбачене након одлуке Уставног суда.
Поднео је кривичне пријаве против незаконите градње и уговарања градње спортске хале „Бреза“ у Горњем Милановцу против Дражимира Марушића и повезаних лица, због чега је започет кривични поступак против поменутих, али је смрћу Д. Марушића поступак окончан. Афера је, као и многе друге, касније заташкана и данас је на интернету скоро немогуће наћи податке о томе.
Повукао се из политике након тога што више није могао да се сложи са радом врха странке, пре свега Чедомира Јовановића, а окидач за то је било гласање посланика ЛДП за закон о реституцији, потпуно супротно принципима које је Томић навео у свом тадашњем блогу на сајту странке. Недуго затим, његов блог је уклоњен са сајта.

## Новинарски рад и преводилаштво
Поред више чланака из области рачунарства, осамдесетих и деведесетих година за Свет компјутера и Рачунаре, Ранко Томић пише и за КвадАрт, Укус Несташних и Архитектуру. Превео је и објавио Револуцију једне сламке од Масанобу Фукуоке.